# Cuscuta rustica
Cuscuta rustica är en vindeväxtart som beskrevs av Armando Theodoro Hunziker. Cuscuta rustica ingår i släktet snärjor, och familjen vindeväxter. Inga underarter finns listade i Catalogue of Life.